# Борго Верчели
Борго Верчели (итал. Borgo Vercelli) је насеље у Италији у округу Верчели, региону Пијемонт.
Према процени из 2011. у насељу је живело 2113 становника. Насеље се налази на надморској висини од 125 м.

## Становништво
| 1931. | 1936. | 1951. | 1961. | 1971. | 1981. | 1991. | 2001. | 2011. |
| ----- | ----- | ----- | ----- | ----- | ----- | ----- | ----- | ----- |
| 2.687 | 2.581 | 2.520 | 2.440 | 2.253 | 2.265 | 2.149 | 2.158 | 2.295 |